# Giuseppe Campora
Giuseppe Campora (Tortona, 30 settembre 1923 – Tortona, 5 dicembre 2004) è stato un tenore italiano, attivo dagli anni cinquanta ai settanta del XX secolo.

## Biografia
Studiò con il maestro Magenta a Genova e, nel corso già avviato della carriera, con il maestro Arturo Merlini di Milano. Debuttò nel 1949 a Bari ne La bohème sostituendo Galliano Masini.
Ebbe successo in tutti i più importanti teatri italiani, tra i quali ripetutamente la Scala, dove esordì nel 1952 nella prima assoluta de L'uragano di Lodovico Rocca. Sempre alla Scala, fra le altre, apparve in Adriana Lecouvreur, accanto a Renata Tebaldi nel 1953 e a Magda Olivero nel 1958. Fu Radames nella colonna sonora del film-opera Aida del 1953.
All'estero fu presente in Sudamerica nei primi anni cinquanta: Rio, Buenos Aires (Tosca e Mefistofele al Teatro Colón) e regolarmente al Metropolitan Opera di New York nel triennio 1955-58, tra cui Lucia di Lammermoor accanto a Maria Callas nel 56 e La traviata accanto a Renata Tebaldi nel 57. Apparve complessivamente nel massimo teatro americano, comprese le tournée in altre città, in oltre 90 recite, con ancora due apparizioni sporadiche nel 1963 e 65.
La carriera, soprattutto negli Stati Uniti, fu lunga, vedendo, ancora nel 1973, il debutto alla New York City Opera in Manon Lescaut e nel 1980 all'Opera di San Diego ne Il pipistrello, in un'edizione in qualche modo storica che vide Joan Sutherland e Beverly Sills per l'unica volta insieme.
Si ritirò dalle scene all'inizio degli anni ottanta per ritornare nella sua città natale, dove si dedicò all'insegnamento.

## Repertorio
| Ruolo                          | Lavoro                           | Autore           |
| ------------------------------ | -------------------------------- | ---------------- |
| Fra Diavolo                    | Fra Diavolo                      | Auber            |
| Orombello                      | Beatrice di Tenda                | Bellini          |
| Faust                          | Mefistofele                      | Boito            |
| Kalaf                          | Turandot                         | Busoni           |
| Conte Lenskij                  | Eugenio Onegin                   | Čajkovskij       |
| Maurizio di Sassonia           | Adriana Lecouvreur               | Cilea            |
| Edgardo di Ravenswood          | Lucia di Lammermoor              | Donizetti        |
| Tonio                          | La figlia del reggimento         | Donizetti        |
| Gerardo                        | Caterina Cornaro                 | Donizetti        |
| Bogdan Sobinin                 | Una vita per lo Zar              | Glinka           |
| Faust                          | Faust                            | Gounod           |
| Lord Barrat                    | Der junge Lord                   | Henze            |
| Millo                          | Zazà                             | Leoncavallo      |
| Flammen                        | Lodoletta                        | Mascagni         |
| Avito                          | L'amore dei tre re               | Montemezzi       |
| Enzo Tramaglino                | I promessi sposi                 | Petrella         |
| Enzo Grimaldo                  | La Gioconda                      | Ponchielli       |
| Des Grieux                     | Manon Lescaut                    | Puccini          |
| Rodolfo                        | La bohème                        | Puccini          |
| Mario Cavaradossi              | Tosca                            | Puccini          |
| F.B. Pinkerton                 | Madama Butterfly                 | Puccini          |
| Dick Johnson                   | La fanciulla del West            | Puccini          |
| Leicester                      | Elisabetta, regina d'Inghilterra | Rossini          |
| Gabriel von Eisenstein Alfredo | Il pipistrello                   | Strauss, Johann  |
| Conte Elemer                   | Arabella                         | Strauss, Richard |
| Duca di Mantova                | Rigoletto                        | Verdi            |
| Alfredo Germont                | La traviata                      | Verdi            |
| Gabriele Adorno                | Simon Boccanegra                 | Verdi            |
| Riccardo                       | Un ballo in maschera             | Verdi            |
| Don Alvaro                     | La forza del destino             | Verdi            |
| Radamès                        | Aida                             | Verdi            |
| Paolo Malatesta                | Francesca da Rimini              | Zandonai         |

## Discografia

### Incisioni in studio
- La traviata, con Rosetta Noli, Carlo Tagliabue, dir. Umberto Berrettoni - Remington 1950
- Madama Butterfly, con Renata Tebaldi, Giovanni Inghilleri, Nell Rankin, dir. Alberto Erede - Decca 1951
- Tosca, con Renata Tebaldi, Enzo Mascherini, dir. Alberto Erede - Decca 1952
- La Gioconda, con Anita Corridori, Anselmo Colzani, Miriam Pirazzini, Fernando Corena, dir. Armando La Rosa Parodi - Urania 1952
- La forza del destino, con Adriana Guerrini, Anselmo Colzani, Giuseppe Modesti, dir. Armando La Rosa Parodi - Urania 1952
- Simon Boccanegra, con Tito Gobbi, Boris Christoff, Victoria de los Ángeles, dir. Gabriele Santini - HMV 1957
- Francesca da Rimini (DVD), con Marcella Pobbe, Nicoletta Panni, Ugo Novelli, dir. Arturo Basile - video-RAI 1958 ed. House of Opera

### Registrazioni dal vivo
- La traviata (selez.), con Renata Tebaldi, Paolo Silveri, dir. Antonino Votto - Rio 1951 ed. Lyric Distribution/Opera Lovers
- La traviata, con Renata Tebaldi, Giuseppe Taddei, dir. Gabriele Santini - Napoli 1952 ed. Lyric Distribution/Hardy Classic
- Elisabetta, Regina d'Inghilterra, con Maria Vitale, Lina Pagliughi, dir. Alfredo Simonetto - RAI-Milano 1953 ed. Arkadia/Melodram
- La bohème, con Elena Rizzieri, Giuseppe Taddei, Renata Broilo, Italo Tajo, dir. Francesco Molinari Pradelli - RAI-Milano 1954 ed. Opera Lovers
- Lucia di Lammermoor, con Maria Callas, Enzo Sordello, Nicola Moscona, dir. Fausto Cleva - Met 1956 ed. Melodram
- Faust, con Dorothy Kirsten, Jerome Hines, Frank Guarrera, dir. Pierre Monteux - Met 1956 ed. Lyric Distribution
- Lodoletta, con Giuliana Tavolaccini, Giulio Fioravanti, Antonio Cassinelli, Miti Truccato-Pace, dir. Alberto Paoletti - RAI-Milano 1957 ed. Gala/Cantus Classics
- La traviata, con Renata Tebaldi, Leonard Warren, dir. Fausto Cleva - Met 1957 ed. Melodram
- La traviata, con Victoria de los Angeles, Robert Merrill, dir. Fausto Cleva - Met 1958 ed. Bensar
- La figlia del reggimento, con Anna Moffo, Giulio Fioravanti, Antonio Cassinelli, dir. Franco Mannino - RAI-Milano 1960 ed. Melodram
- Beatrice di Tenda, con Joan Sutherland, Raina Kabaivanska, Dino Dondi, dir. Antonino Votto - La Scala 1961 ed. Cetra/Movimento Musica/Opera D'Oro
- Caterina Cornaro, con Leyla Gencer, Giuseppe Taddei, Samuel Ramey, dir. Alfredo Silipigni - Newark 1973 ed. On Stage
- Il pipistrello, con Joan Sutherland, Beverly Sills, Alan Titus, Joseph Frank, dir. Richard Bonynge - San Diego 1980 ed. House of Opera